# سپتیمیوس سوروس
لوسیوس سپتیمیوس سوروس (زبان لاتین: Lucius Septimius Severus‎‏) (۱۱ آوریل ۱۴۵/۱۴۶–۴ فوریه ۲۱۱) از امپراتوران روم بود.
وی که از ژنرال‌های رومی نیز بود از ۱۴ آوریل ۱۹۳ تا سال ۲۱۱ میلادی به عنوان امپراتور روم فرمانروایی کرد.

## زندگی
سپتیمیوس سوروس در بخش لیبیایی استان آفریقایی روم به دنیا آمد و نخستین امپراتور روم بود که در قاره آفریقا به دنیا آمده‌بود، او در زمان به قدرت رسیدنش به تنهایی در سال ۱۹۷ تا اخر عمر بسیار تحت تاثیر و وابسته به مشاوره های خردمندانه همسر محبوبش جولیا دومنا بود و حتی در ابتدا سلطنت خود به‌شدت تحت تاثیر گایوس فولویوس پلاوتیانوس عمه‌زاده خود که کنترل مدیریت کل امپراتوری را در دست گرفته بود، قرار داشت تا این که او را در سال ۲۰۵ بخاطر تاثیر رو به رشد و منفی و قدرت بیش از حدی که داشت با دعوت به کاخ به طور ناگهانی تحت فشار همسرش جولیا دومنا اعدام کرد. سوروس در تمامی سلطنت خود هیچ توجهی به سیاست و اداره امور دولت نداشته و در تمامی تصمیمات خود برای اداره امپراتوری روم در ابتدا از گایوس فولویوس پلاوتیانوس و سپس از همسرش جولیا دومنا کمک می‌گرفت.
سوروس در لپتیس مگنا واقع در لیبی امروزی به دنیا آمد و در همان‌جا بزرگ شد. پدر او از تبار بربر یا پونیک بود و مادر او از تبار ایتالیایی رومی. خانواده او از سواران توانگر و سطح بالا بودند.
سوروس در سال ۱۹۸ به همراه پسرانش به شاهنشاهی اشکانی و پایتخت ایران یعنی تیسفون حمله کرد. آن‌ها تمامی مردان شهر را کشتند و چند صد هزار زن و کودک را به بردگی کشیدند.
و در آخر در هنگام حمله ژرمن‌ها و انگلیسی‌ها در همان جا بعد از پیروزی در هنگام بازگشت به رم در اردوگاه در آغوش همسرش درگذشت و بعد از مرگ او هر دو پسرش کاراکالا و گتا با تعیین و همیاری مادرشان جولیا دومنا که کاملاً به آنها مشاوره می‌داد جانشین وی شدند.

## سالشمار
- ۱۹۵ میلادی: سپتیمیوس سوروس پادشاه امپراتوری روم به ارتش بلاش پنجم حمله کرد.[۶]
- ۱۹۷ میلادی: غارت تیسفون پایتخت اشکانیان به وسیله سپتیمیوس سوروس.[۶]